# Ioannes Servilius
Ioannes Servilius, echte naam: Jan Knaep of Johannes Knaepen (Weert (Graafschap Horn, nu Nederlands Limburg), ruim vóór 1536 - ?, ?) was van 1536 tot 1545 werkzaam als filoloog (taalkundige) en grammaticus te Antwerpen. Hij was een aanhanger van het humanisme.
Hij publiceerde diverse malen, onder andere in 1545 het Dictionarium triglotton hoc est tribus linguis latina, graeca et ea qua tota haec Inferior Germania utitur, bij uitgever/drukker Michaël Hoochstratanus in die stad.
Zijn jaar van overlijden is evenals zijn geboortejaar onbekend. In zijn geboortestad Weert is hij geëerd met een straat.